# Stefan Adamsson
Stefan Adamsson (Skövde, 3 januari 1978) is een voormalig Zweeds wielrenner die van 2001 tot 2006 beroepsrenner was. Hij werd tweemaal Zweeds kampioen op de weg. In 2000 werd hij tevens Zweeds kampioen tijdrijden.

## Belangrijkste resultaten
2000
- 1e -  Zweeds kampioenschap op de weg
- 1e -  Zweeds kampioenschap individuele tijdrit op de weg
- 1e - Skandis GP
- 1e - Västboloppet
- 2e - Zwevezele
- 3e - etappe 2 Ringerike GP
- 3e - etappe 4 Flèche du Sud
- 3e - Solleröloppet
- 10e - Ronde van Drenthe

2001
- 1e - Tingvallaloppet

2002
- Zweeds kampioenschap op de weg

2003
- 1e - etappe 4 Cykeltouren
- 8e - Circuit Franco-Belge

2004
- 2e - etappe 3 Ronde van Luxemburg
- 2e - Gullegem Koerse
- 4e - GP Fourmies
- 10e - Ronde van Drenthe

2005
- 3e - Zweeds kampioenschap tijdrijden
- 3e - Zweeds kampioenschap op de weg
- 5e - GP Denain
- 8e - GP Costa Azul

2006
- 1e - Grosser Silbe-Pils Preiss
- 2e - etappe 5 International Cycling Classic
- 2e - etappe 17 International Cycling Classic
- 2e - eindklassement International Cycling Classic
- 3e - etappe 2 International Cycling Classic

## Resultaten in voornaamste wedstrijden
| Jaar | Milaan-San Remo | Gent-Wevelgem | Ronde van Vlaanderen | Parijs-Tours |  | WK op de weg |
| ---- | --------------- | ------------- | -------------------- | ------------ |  | ------------ |
| 2001 |                 |               |                      | 19e          |  |              |
| 2002 |                 |               | 67e                  | 139e         |  | 116e         |
| 2003 | 157e            |               |                      | 64e          |  |              |
| 2005 |                 | 56e           |                      |              |  |              |